# Informationsrente
Informationsrenten (englisch informational rent) sind in der Wirtschaft zusätzlich realisierte Gewinne oder entstandene Zusatznutzen durch Informationsasymmetrien nach Vertragsabschluss. 

## Allgemeines
Informationsasymmetrien entstehen durch ungleiche Wissensverteilung zwischen den Vertragspartnern, von denen mindestens einer einen Wissensvorsprung besitzt. So hat beispielsweise der Hersteller einer Ware naturgemäß mehr Wissen über diese als der Käufer, weshalb der Hersteller eine Informationsrente realisieren kann. Sie ist umso höher, je höher der Wissensvorsprung ist. 
Der von dem philippinischen Globalisierungskritiker Roberto Verzola 1997 eingeführte Begriff der Informationsrente versteht diese als „eine spezifische Form der Mehrwertaneignung, begründet mit so genannten individuellen Eigentumsrechten“. Er baute hiermit auf die von Karl Marx entwickelte Grundrententheorie auf. Mikroelektronik und Digitalisierung haben heute die Bedeutung der Informationsrente erheblich gesteigert.

## Anwendungsgebiete
Hat der Käufer keine Vorstellungen über die Herstellungskosten des zu erwerbenden Produkts oder der Dienstleistung, ist die Informationsrente des Verkäufers relativ hoch. Die Höhe der Informationsrente ist deshalb davon abhängig, wie gut der Abnehmer die Herstellungskosten beim Lieferanten abschätzen kann.
Informationsrenten entstehen bei Festpreisverträgen unter Unsicherheit und zu tätigenden spezifischen Investitionen zwangsläufig, wenn keine Risikofreudigkeit des Investors vorhanden ist. Außer dem Kaufvertrag sind von der Informationsrente auch alle anderen Vertragstypen betroffen wie etwa Arbeitsvertrag, Behandlungsvertrag, Kreditvertrag, Leasing, Mietvertrag, Pachtvertrag, Telefonvertrag oder Versicherungsvertrag, bei denen eine Vertragspartei über mehr Wissen verfügt als die andere. Auch eine Ausschreibung führt unter anderem zur Änderung der Informationsrente des ausgewählten Unternehmens.
Auf Märkten mit regulierten Marktpreisen (Mindestpreise oder Höchstpreise vor allem bei Gebührenordnungen wie dem Rechtsanwaltsvergütungsgesetz) müssen beispielsweise sämtliche Rechtsanwälte für dieselbe Leistung dieselben Gebühren berechnen. Ein Preiswettbewerb ist damit ausgeschlossen. Eine Unterscheidung nach guten und schlechten Rechtsanwälten findet jedenfalls über den Preis nicht statt. Dieser Eingriff in den Marktmechanismus führt dazu, dass schlechte Anwälte über die Gebühren gegenüber guten Anwälten subventioniert werden. Schlechte Anwälte erhalten deshalb eine Informationsrente dafür, dass sie ihren wahren Typ verschweigen. Deshalb gibt es (risikoaverse) Mandanten, die einem schlechten Anwalt keine Gebühr für einen guten Anwalt bezahlen möchten und auf Anwälte ganz verzichten. 
Erhält ein Marktteilnehmer ein bestimmtes zusätzliches Einkommen nur auf Grund bestimmter Informationen (Informationsvorsprung), so bezieht er eine Informationsrente. Diese entspricht der Monopolistenrente des Produzenten (siehe auch Cournotscher Punkt). Beispiel hierfür ist die Kostenerstattung, die ein Unternehmer im Rahmen einer Deregulierung erhält. Gibt der Unternehmer höhere Kosten an als ihm tatsächlich entstehen, erhält er eine Informationsrente.
Ein weiteres Gebiet von Informationsrenten bezieht sich auf die Privatisierung von Informationen. Der Staat wird Privatisierungen von Staatsunternehmen vornehmen, wenn Wohlfahrtsgewinne erzielt werden können, was nur in unvollkommenen Märkten möglich ist, weil es dort an Markttransparenz fehlt. Da ihm die Kostenstruktur bekannt ist, kann er beurteilen, ob die Kosten tatsächlich anfallen oder eine Informationsrente des Käufers darstellen.

## Abgrenzung
Informationsrenten resultieren aus opportunistischem Verhalten, das auf privaten Informationen beruht, während ökonomische Renten aus dem Trittbrettfahrerproblem (englisch free riding) entstehen. Die politische Rente ist ein Einkommen, das der Zahlungsempfänger vom Staat oder bürokratischen Institutionen erhält, ohne eine Gegenleistung zu erbringen. 
Als Informationswert bezeichnet man die Informationskosten, die ein Entscheidungsträger höchstens aufbringen darf, ohne dass die Informationsbeschaffung für seine Entscheidung unwirtschaftlich wird. Der Informationswert betrifft deshalb lediglich die Ökonomie der Informationsbeschaffung, während die Informationsrente stets aus einer Informationsasymmetrie resultiert.